# Fred Rodrian
Fred Rodrian (* 14. Juli 1926 in Berlin; † 25. Mai 1985 ebenda) war ein deutscher Verlagsleiter und Kinderbuchautor.

## Leben

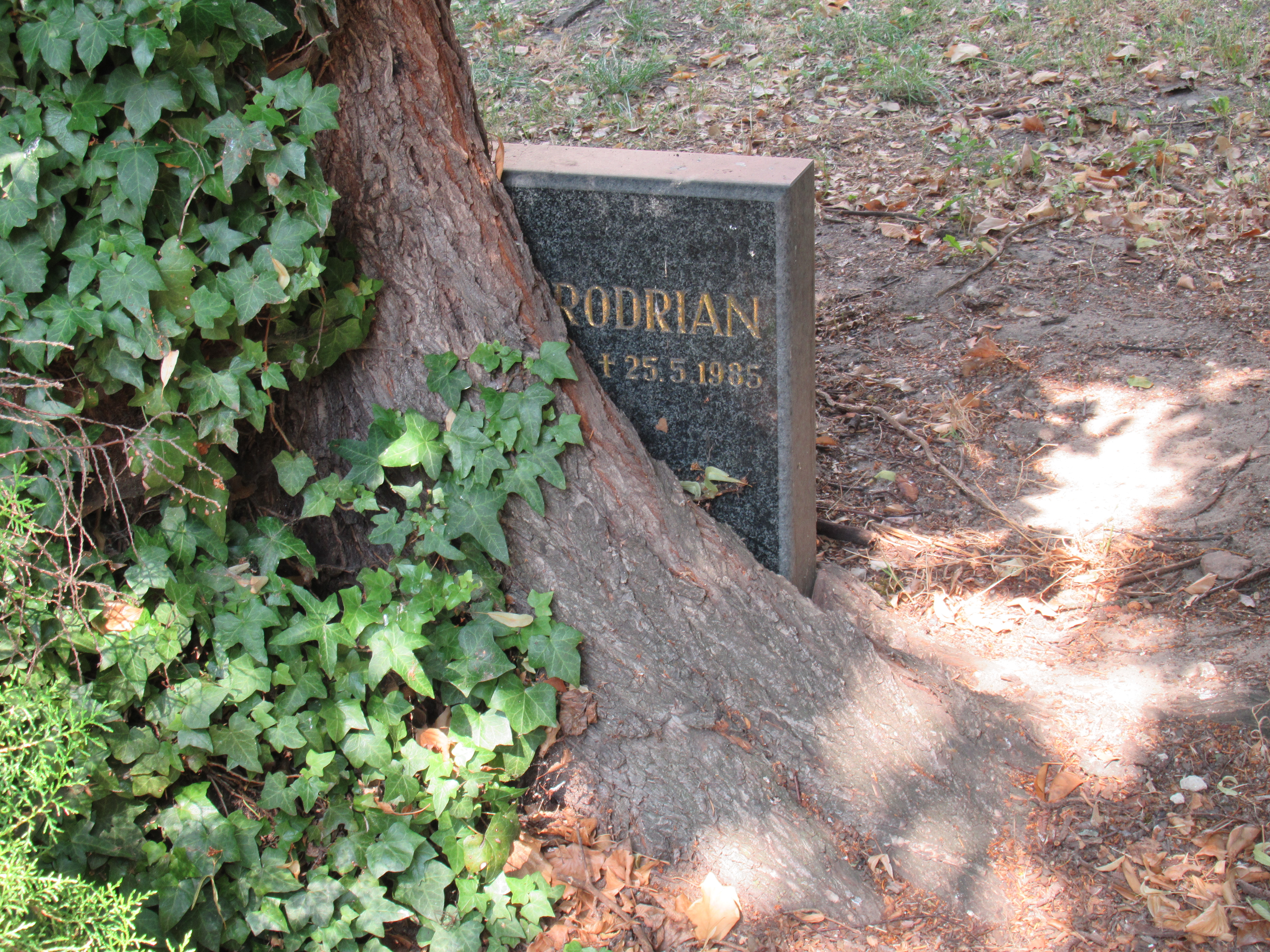
Grabstein für Fred Rodrian auf dem Friedhof Stralau

Fred Rodrian war Sohn eines Buchdruckers und schloss eine Lehre als Reproduktionsfotograf ab. Nach Kriegsdienst (1944/45) und Kriegsgefangenschaft wurde er 1946 Mitglied der SED und der FDJ, von 1946 bis 1952 arbeitete er als FDJ-Funktionär auf kulturpolitischem Gebiet. Von 1952 bis 1955 war er Lektor und dann bis 1974 Cheflektor beim Kinderbuchverlag Berlin, den er ab 1975 bis zu seinem Tode als Direktor leitete. Rodrian studierte 1957/1958 am Literaturinstitut „Johannes R. Becher“ in Leipzig und 1970/1971 Kulturpolitik an der Hans-Marchwitza-Schule des ZK der SED.
Seit 1958 schrieb er auch selbst Erzählungen für Kinder, die unter anderem von Werner Klemke illustriert und auch in Westdeutschland verlegt wurden. Er verfasste auch Drehbücher, so unter anderem zusammen mit Anneliese Kocialek für den DEFA-Märchenfilm Das Feuerzeug.
Rodrian war korrespondierendes Mitglied der Akademie der Pädagogischen Wissenschaften der DDR.

## Werke

### Kinderbücher
- Das Wolkenschaf (1958)
- Der Märchenschimmel. Eine Bilderbuchgeschichte (1959)
- Das Entenliesel (1960)
- Felix und das Täubchen Turr. Eine Bilderbuchgeschichte (1960)
- Hirsch Heinrich (1960)
- Die Schwalbenchristine (1962)
- Die Rakete von Bummelsburg (1963)
- Minni und die Kuh Mariken (1966)
- Wir haben keinen Löwen (1969)
- Die Kastanien von Zodel (1970)
- Wir gehen mal zu Fridolin (1971)
- Die Hasen und der Wilddieb Waldemar. Die 777. Hasengeschichte (1974)
- Mitarbeit am Drehbuch zu Abenteuer mit Blasius von Egon Schlegel (1975)
- Paul und Janni finden Teddy (1978)
- Der Prinz mit den schwarzen Füßen (1979)
- Die Räuber gehen baden (1980)
- Pantommel malt das Meer (1980)
- Die Weihnachtsfrau und andere Erzählungen (1981)
- Ein Wolkentier und noch mal vier. 5 Bilderbuchgeschichten (1984)
- mit Ingeborg Meyer-Rey: Wer stiehlt den Speck? (1984)

### Autobiographisches
- Für den Tag geschrieben. Notizen, Reden, Auskünfte (1985)

## Auszeichnungen (Auswahl)
- Schönstes Buch des Jahres (1958, 1960, 1962)
- Alex-Wedding-Medaille (1962, 1976)
- Verdienstmedaille der DDR (1964)
- Artur-Becker-Medaille in Gold (1969)
- Dr.-Theodor-Neubauer-Medaille (1974)
- Johannes-R.-Becher-Medaille in Gold (1975)
- Wilhelm-Bracke-Medaille (1978)
- Vaterländischer Verdienstorden in Silber (1984)